# Bagadó
Bagadó è un comune della Colombia facente parte del dipartimento di Chocó.
Il centro abitato venne fondato da Inocencio e Josè Renteria e Leon de Rivas nel 1578, mentre l'istituzione del comune è del 15 dicembre 1909.